# Knez Mihailova (Bělehrad)

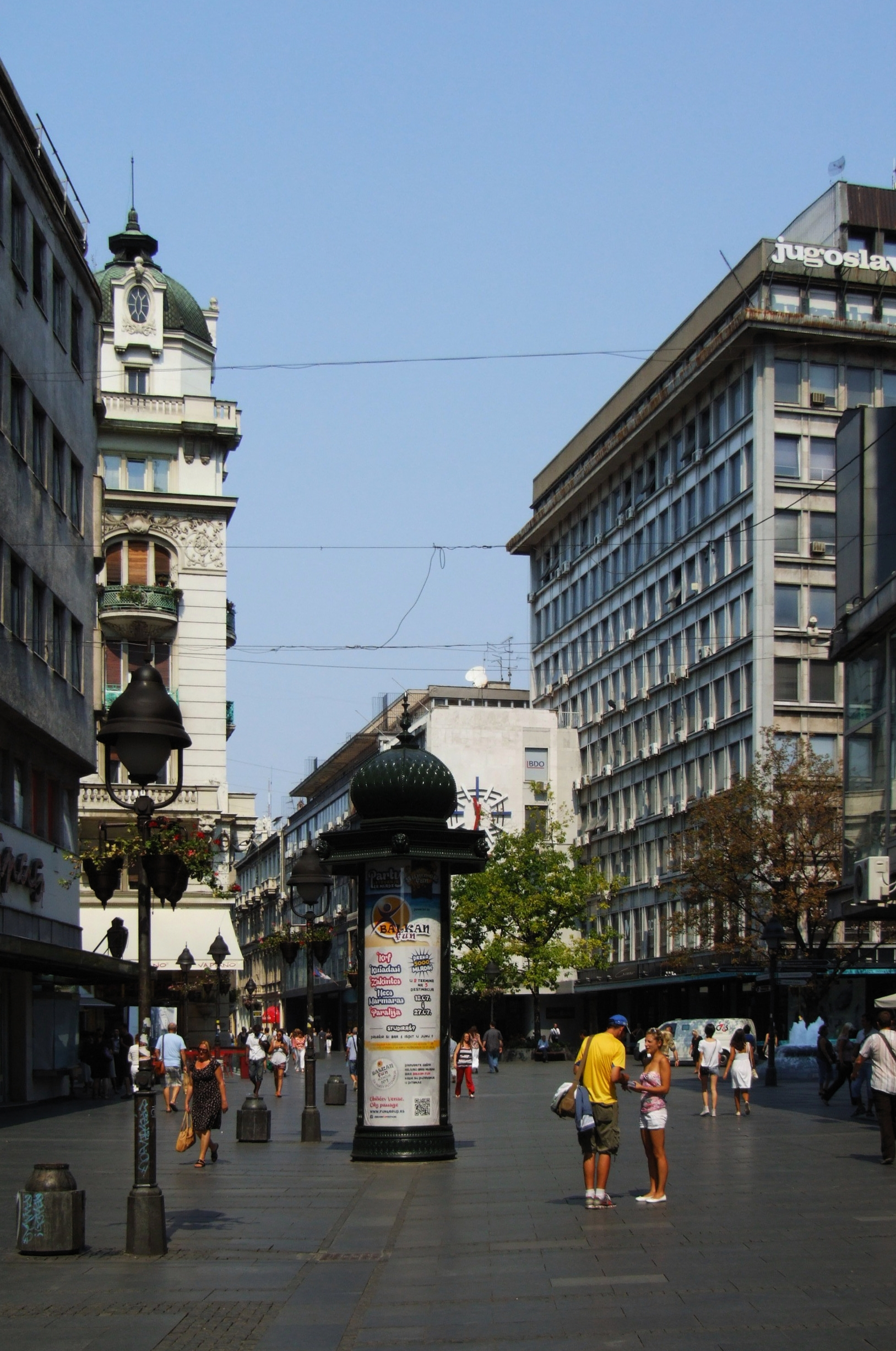
Jižní okraj ulice

Knez Mihailova (v srbské cyrilici Кнез Михаилова) je ulice v centru Bělehradu. Spojuje Palác Albánie s Kalemegdanem. V současné době je upravena jako pěší zóna; je navštěvovaná turisty a nachází se zde řada trhů. Po obou stranách ulice se nacházejí významné architektonické památky města Bělehradu; nejstarší z nich pocházejí z konce 70. let 19. století. Je dlouhá 800 m.

## Historie
Samotná ulice vznikla na místě historického centra města, které bylo osídleno jak během existence Římské, tak i Osmanské říše. V polovině 19. století se v horní části ulice nacházela zahrada knížete Aleksandra Karađorđeviće. Po vypracování prvního urbanistického plánu Bělehradu v roce 1867, který připravil Emilijan Joksimović byla ulice přestavěna do své současné podoby. Po odchodu osmanské armády z Kalemegdanu v roce 1867 bylo centrum Bělehradu rozšířeno směrem na sever k bývalé vojenské pevnosti, a ulice Knez Mihailova byla hlavní osou nově budované zástavby.
Od roku 1870 je pojmenována podle Michala Obrenoviće III.
Před budovu Srbské akademie věd a umění byla v roce 1995 umístěna bronzová pyramida.

## Významné objekty
- Hotel Srpska Kruna
- Dům Marka Stojanoviće
- Palác SANU
- Dům Nikoly Spasiće
- Restaurace Grčka Kraljica
- Hotel Rusija
- Kafana Ruski car
- Dům tisku